# Baicalasellus baicalensis
Baicalasellus baicalensis is een pissebed uit de familie Asellidae. De wetenschappelijke naam van de soort is voor het eerst geldig gepubliceerd in 1872 door Grube.